# Gospodarica mraka
Gospodarica mraka je epizoda serijala Mali rendžer (Kit Teler) obјavljena u Lunov magnus stripu #214. Epizoda je objavljena premijerno u bivšoj Jugoslaviji u avgustu 1976. godine. Koštala je 8 dinara (0,44 $; 1,1 DEM). Imala je 91 stranu. Izdavač јe bio Dnevnik iz Novog Sada. Naslovna strana predstavlja po svoj prilici precrtan original Donatelijeve naslovnice iz 1971. Jugoslovenski autor naslovne stranice za LMS nije poznat. (Drugi deo ove epizode objavljen je u LMS-215 pod nazivom Noć punih meseca, koji je izašao nedelju dana kasnije.)

## Originalna epizoda
Prvi deo epizode je premijerno objavljen u Italiji u svesci #89 pod nazivom La regina della tenebre, koja je izašla u aprilu 1971, a ostatak epizode u #90 pod nazivom La petra della vita, koja je objavljena u maju 1971. godine.   Obe sveske koštale su po 200 lira (0,32 $; 1,27 DEM). Epizodu je nacrtao Frančesko Gamba, a scenario napisao Andrea Lavecolo. Originalne naslovnice nacrtao je Franko Donateli, tadašnji crtač Zagora.

## Kratak sadržaj
Kit dobija vanredno odsustvo, koje namerava da provede sa svojim ocem. Sa Ani Četiri Pištolja se zaputio u očevo utvrđenje. Na putu ih napada grupa indijanaca predvođena poglavicom po imenu Mali Los. (Mali Los je zapravo belac kojeg su indijanci oteli kao bebu. Njegove metode borbe sa balcima su brutalne.) Kit se razdvaja od Ani, ali sa Crnom Munjom pada u kanjon Skvo i završava u podzemnoj pećini. U njoj ga zarobljava pleme pećinskih (naizgled primitivnih, slepih) bića, kojima rukovodi Gospodarica mraka. Ona objašnjava Kitu da je njeno pleme miroljubivo i da čeka na bića iz svemira da dođu i odvedu ih sa sobom. Kit pokušava da napusti pećinu, ali ga u tome sprečava nevidljiva barijera. Kit ubrzo otkriva da pećinski ljudi poseduju napredno tehnološko (verovatno vanzemaljsko) oružje kojima povremeno izlaze na površinu i love životinje. Poseduju takođe i tehnološki napredna sredstva za komuniciranje kojima kontaktiraju vanzemaljce koji uskoro treba da ih posete i povedu.

## Reprize
U Italiji je ova epizoda reprizirana u  #44 edicije Edizioni If, koja je izašla 14. januara 2016. Sveska je nosila ime La regina della tenebre, a koštala je €8.

## Prethodna i naredna sveska Malog rendžera u LMS
Prethodna sveska Malog rendžera u LMS nosila je naziv Blizanci (LMS211), a naredna Noć punih meseca (LMS215).